# Símbolo de direitos autorais
Símbolo de direitos Autorais, designado pelo © (um "C circunscrito"), é o símbolo usado para fornecer aviso de direitos autorais em outras obras de gravações de som (indicados com o símbolo ℗).  O uso do símbolo é descrito na lei de direitos autorais de Estados Unidos e, internacionalmente, pela Universal Copyright Convention.  O C representa direitos autorais.
Nos EUA, o aviso de direitos autorais consiste em três elementos:
1. o símbolo ©, ou a palavra "Copyright" ou a abreviatura "Copr."[2]
2. o ano da primeira publicação do trabalho original e
3. uma identificação do proprietário dos direitos autorais, seja por nome, abreviação, ou outra designação por que é do conhecimento geral.

O aviso foi outrora exigido, a fim de receber proteção de direitos autorais nos Estados Unidos, mas em países respeitando a Convenção da União de Berna isso não é mais necessário.
Em países que seguem a tradição jurídica do direito de autor, como França, Alemanha, Espanha, Portugal, Argentina e Brasil — onde o tema é regulamentado pela Lei de Direitos Autorais —, o uso do símbolo © nunca foi obrigatório para assegurar a proteção legal das obras.
O símbolo do © esteve por muito tempo indisponível em máquinas de escrever e em sistemas informáticos que utilizam o código ASCII, com isso era comum aproximar este símbolo com os carateres (c) (um "C entre parenteses"), porém esta aproximação não possui nenhum valor jurídico.
Em Unicode o © representa-se  U+00A9. Em computadores com Windows, pode ser inscrita por meio de códigos de Alt, segurando a tecla Alt enquanto digita os números 0169 no teclado numérico. Em computadores com sistema Macintosh, poderá ser inscrita com ⌥ G. Na linguagem de formatação HTML o código é &copy; e pode também ser referenciado como &#169; ou &#xA9;.
O carácter  CIRCLED LATIN SMALL LETTER C (ⓒ, representado em Unicode como U+24D2) é por vezes usado como um símbolo de substituição copyright, onde o símbolo de copyright real não está disponível no conjunto de caracteres, por exemplo, em algumas páginas de códigos coreanos.

## Símbolos relacionados
O símbolo de copyright de gravação som é o símbolo ℗ (o "P maiúsculo cercada por um círculo"), e é utilizado para designar os direitos autorais em um registro sonoro.
O símbolo do Copyleft, um C virado para trás cercado por um círculo (🄯, carácter U+1F12F COPYLEFT SYMBOL em Unicode), é um símbolo associado com as licenças livres; não tem nenhum valor jurídico.
O símbolo da Marca registada é o ® do símbolo (a letra R maiúscula cercada por um círculo), e é usado em algumas jurisdições para designar uma marca  que seja registada em um escritório oficial do registro (tal como o Instituto Nacional de Propriedade Industrial do Brasil).